# Chelichares nubifera
Chelichares nubifera är en fjärilsart som beskrevs av George Francis Hampson 1910. Chelichares nubifera ingår i släktet Chelichares och familjen nattflyn. Inga underarter finns listade i Catalogue of Life.